# Bosjean
Bosjean é uma comuna francesa na região administrativa de Borgonha-Franco-Condado, no departamento Saône-et-Loire. Estende-se por uma área de 18,25 km². Em 2010 a comuna tinha 308 habitantes (densidade: 16,9 hab./km²).